# Satellitenbahnelement

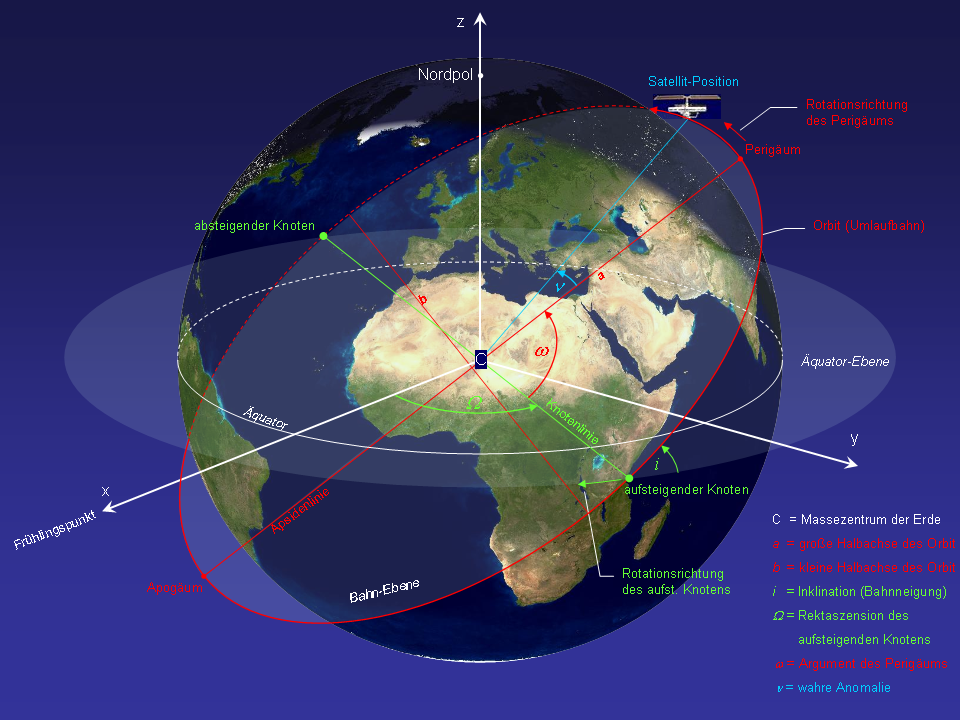
Satellitenbahnelemente

Die Satellitenbahnelemente legen die Parameter für die Umlaufbahnen von Objekten fest, die einen Himmelskörper gemäß den keplerschen Gesetzen umkreisen. Sie werden bei der Bahnbestimmung verwendet und umfassen die sechs Bahnelemente eines ungestörten Systems und zusätzlich Korrekturparameter, die Bahnstörungen beispielsweise durch Reibung mit der Atmosphäre, inhomogenes Gravitationsfeld, Sonnenstürme oder Strahlungsdruck berücksichtigen.
Die Bahnelemente für die meisten Satelliten werden vom amerikanischen Air Force Space Command als sogenannte Two Line Elements (TLE) veröffentlicht. Die Daten einer berechneten Vorhersage werden mit der tatsächlichen Beobachtung durch Tracking-Stationen auf der Erde abgeglichen und daraus abgeleitet aktualisierte Bahnelemente veröffentlicht.

## Die Satellitenbahnelemente

### 6 Bahnelemente
Der Orbit eines Satelliten im Weltraum in einem ungestörten Gravitationsfeld eines Planeten ist durch sechs Bahnelemente eindeutig bestimmt: zwei für die Form der Bahn, drei für die Lage im Raum, eines für den Zeitbezug.
Die sechs Bestimmungsgrößen lassen sich durch unterschiedliche Größen festlegen, weshalb es eine Vielzahl unterschiedlicher Bahnelement-Tupel gibt. Ein Beispiel:
- Form der Bahn
  - Große Halbachse a der Bahnellipse
  - Numerische Exzentrizität ε der Bahnellipse
- Lage der Bahn im Raum
  - Inklination i
  - Rektaszension des aufsteigenden Knotens Ω
  - Argument des Perigäums ω
- Zeitbezug
  - Epoche T

### Bahnstörungen
Satelliten erfahren Bahnstörungen, hervorgerufen unter anderem durch:
- das unregelmäßige Gravitationsfeld der Erde,
- die Anziehungskraft des Mondes,
- den Strahlungsdruck des Sonnenwindes und
- die Bremswirkung der oberen Erdatmosphäre und des Magnetfeldes der Erde, deren Ausdehnung wiederum durch die Aktivität der Sonne beeinflusst wird.

Diese Störungen verursachen bei Satelliten:
- Drehung der Bahnellipse um bis zu mehrere Grad pro Tag
- Drift geostationärer Satelliten
- Endliche Verweildauer von Satelliten auf niedrigen Orbits

Eine ausgezeichnete Flugbahn ist der Sonnensynchronorbit. Die Störung der Rektaszension des aufsteigenden Knotens ist gerade so groß, dass ein Satellit die Erde immer zur gleichen Ortszeit überfliegt. Als neuer Bahnparameter wird die Ortszeit des aufsteigenden Knotens (engl. Local Time of Ascending Node, LTAN) definiert, die die Ortszeit des Überflugs festlegt. Die Ortszeit des absteigenden Knotens (engl. Local Time of Descending Node LTDN) ist um 12 Stunden zum LTAN versetzt.
Propagations-Modelle fügen Korrekturgrößen ein, um die Genauigkeit der Bahnvorhersage zu verbessern.

## TLE-Definition der Satellitenelemente
Die Two Line Elements (TLE) weichen vom klassischen Parametersatz ab:
Statt der großen Halbachse a geben sie die mittlere Winkelgeschwindigkeit n an. Sie legen die zeitabhängige Position eines Objekts durch die Uhrzeit und die Mittlere Anomalie fest.
1. Numerische Exzentrizität {\displaystyle \varepsilon } (Eccentricity)
2. Mittlere Bewegung {\displaystyle n} (Mean Motion)
3. Inklination {\displaystyle i} (Inclination)
4. Rektaszension des aufsteigenden Knotens {\displaystyle \Omega } (Right Ascension of Ascending Node)
5. Argument der Periapsis {\displaystyle \omega } (Argument of Perigee)
6. Mittlere Anomalie {\displaystyle \mathrm {M} } (Mean Anomaly)
7. Epoche {\displaystyle t} (Epoch) mit Uhrzeit

optional:
- Widerstandskoeffizient (Drag) und weitere Störungskoeffizienten

## Widerstandskoeffizient
Reibung bremst einen Satelliten ab. Sie ist bei erdnahen Orbits niedriger als 800 km so groß, dass ein Satellit innerhalb weniger Jahre oder Jahrzehnte in einer Spirale auf die Erde stürzt. Daher ist zusätzlich zu den klassischen 6 Keplerelementen (und der Epoche für kleinskalig-präzises Rechnen) ein weiteres Bahnelement für diesen speziellen astrophysischen Problemkomplex notwendig.
Die Propagationsmodelle verfolgen unterschiedliche Ansätze:
Im einfachsten Fall, dem SGP-Modell (Simplified General Perturbations), ist der Widerstandskoeffizient entweder ein ballistischer Faktor oder die erste Ableitung der mittleren Bewegung nach der Zeit, geteilt durch zwei.
Definition 1
Der Widerstandskoeffizient ist ein Maß für die Sink-Rate, mit der der Satellit auf die Erde zustrebt. Ohne eigenes Formelzeichen wird er einfach {\displaystyle {\dot {n}}/2} (sprich: n-Punkt Halbe) genannt und hat die Einheit Umläufe pro Tag im Quadrat (1/d2).
Das 1966 für Satelliten im erdnahen Orbit entwickelte SGP-Modell basiert allerdings auf einer stark vereinfachten analytischen Störungstheorie und wird deshalb nur für angenäherte Berechnungen angewendet.
Am häufigsten wird für erdnahe Satelliten das 1970 entwickelte SGP4-Modell verwendet. Dessen Algorithmus wird auch von der NASA für alle Satelliten mit einer Umlaufzeit von unter 225 Minuten (entspricht einer Bahnhöhe bis etwa 6.000 km) benutzt.
Definition 2
Der Widerstandskoeffizient im SGP4-Modell wird {\displaystyle B^{*}} (sprich: B-Stern oder engl. B-Star) genannt und ist wie folgt spezifiziert:
In der aerodynamischen Theorie hat jedes Objekt einen ballistischen Koeffizienten {\displaystyle B}, der sich aus seiner Masse {\displaystyle m} geteilt durch das Produkt seines (Luft-)Widerstandsbeiwertes {\displaystyle c_{w}} (meist ein Wert zwischen 2 und 4) und seiner Querschnittsfläche {\displaystyle A} berechnet (s. a. Lebensdauer von Satellitenorbits):
|  | {\displaystyle B={\frac {m}{c_{w}A}}} | (10) |
Der ballistische Koeffizient sagt aus, wie stark ein Objekt abgebremst wird: Je höher der Wert umso niedriger die Bremswirkung. (HINWEIS: In der Veröffentlichung „Models for Propagation of NORAD Element Sets“ wird {\displaystyle B} anders definiert, siehe dort Kapitel 12.)
{\displaystyle B^{*}} ist ein erweiterter Wert von {\displaystyle B} und verwendet als Referenzwert die Dichte {\displaystyle \rho _{0}} der Atmosphäre bei der Referenzhöhe {\displaystyle h_{0}}. {\displaystyle B^{*}} hat die Einheit Erdradien−1.
|  | {\displaystyle B^{*}={\frac {1}{2}}\cdot B\cdot \rho _{0}} | (11) |
In {\displaystyle B^{*}} fließen die Luftdichte der Atmosphäre und der Widerstandsbeiwert des Satelliten mit ein. Diese sind bedingt durch die wechselnde Sonnenaktivität und die daraus resultierende wechselnde Zusammensetzung der Atmosphäre stark variabel. Die sinnvolle Nutzungsdauer von SGP4 wird dadurch für LEO-Satelliten auf wenige Tage bis einzelne Wochen beschränkt, da {\displaystyle B^{*}} exakt nur für die Atmosphäre zur Epoche gilt.

### Um andere Planeten
Je nach Dichte, Zusammensetzung, Temperatur und Strömung der Gasatmosphäre des betreffenden Gesteins- oder Gasplaneten oder anderer Himmelskörper gilt ein anderer Widerstandskoeffizient.

## Das Two Line Elements Format TLE
Satellitenbahnelemente können in ein Format kodiert werden, das allgemein als das NASA/NORAD Two Line Elements Format, kurz TLE, bekannt ist. Wie der – allgemein übliche – englische Ausdruck schon sagt, werden die Elemente als Ziffernblöcke in zwei Zeilen dargestellt. Die Darstellung ist historisch begründet, da diese ursprünglich für 80-Spalten-Lochkarten entwickelt und mit FORTRAN-Programmen weiterverarbeitet wurde. Die Parameter der Umlaufbahn und die Satelliten-Position können dann mit einem der Propagations-Modelle für einen gewünschten Zeitpunkt vorausberechnet werden. Aus Gründen der Genauigkeit sollten die Bahnelemente insbesondere für Satelliten mit niedrigem Orbit nicht älter als wenige Tage sein.
Ohne den großen Aufwand der zum Teil sehr komplexen numerischen Verfahren lassen sich Lage und Form der Umlaufbahn sowie die Position des Satelliten zumindest zum Zeitpunkt der Epoche berechnen, wie das Beispiel in Abschnitt 2.2 zeigt.

### Epoche
Ein Datensatz von Bahnelementen ist ein „Schnappschuss“ der Satellitenumlaufbahn zu einem bestimmten Zeitpunkt, den man Epoche nennt. Mit dieser Momentaufnahme werden die Zahlenwerte aller Satellitenbahnelemente festgehalten.
Definition: Die Epoche {\displaystyle t} ist eine Zahl, die den Zeitpunkt spezifiziert, wann der „Schnappschuss“ gemacht wurde.

### Anwendung

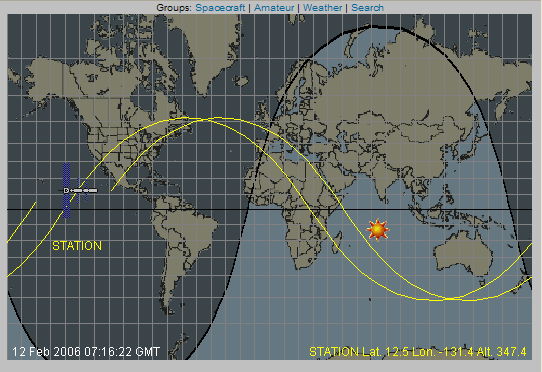
Groundtrack (Bodenpfad) der Internationalen Raumstation

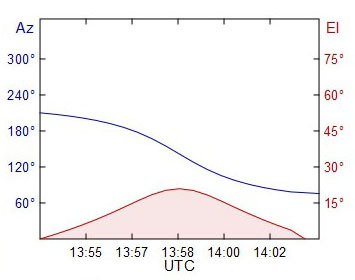
Azimut und Elevation für die ISS bei einem gegebenen Beobachtungsstandort

Mit so genannten Tracking-Programmen lässt sich ein Satellit in Echtzeit verfolgen (Abb. 3) oder der Zeitpunkt des Überflugs über einen bestimmten Punkt auf der Erde berechnen. Denn unter bestimmten Voraussetzungen kann man die Überflüge von der Erde aus selbst mit bloßem Auge beobachten. Das gilt besonders – wegen ihrer Größe – für die Internationale Raumstation.

### Beispiel

#### Two Line Elements der Internationalen Raumstation ISS
Epoche: 9. Feb. 2006, 20:26:00,0 h UTC (= MEZ − 1 h)
NORAD-Originalformat (zwei Zeilen, 69 Zeichen pro Zeile inklusive Leerstellen):
```
ISS(ZARYA)
1 25544U 98067A   06040.85138889  .00012260  00000-0  86027-4 0  3194
2 25544  51.6448 122.3522 0008835 257.3473 251.7436 15.74622749413094
```

Aufbereitetes Format:
Zum besseren Verständnis sind fehlende Leerzeichen, Exponenten, anführende Nullen und Dezimalpunkte ergänzt (Änderungen rot markiert). Außerdem ersetzen Kommata die Dezimalpunkte. So aufbereitet können die Elemente z. B. mit einer Tabellenkalkulation weiterverwendet werden, sofern sie als Dezimaltrennzeichen ein Komma verwendet.
```
1 25544
_
U 98067A 
20
06
_
040
,
85138889 
0,
00012260 0
,
0000
e
-0 
0,
86027
e
-4 0 319
_
4
2 25544 51
,
6448 122
,
3522 
0,
0008835 257
,
3473 251
,
7436 15
,
74622749
_
41309
_
4
```

#### Erläuterung der Zahlengruppen
Im Folgenden sind die Zahlengruppen anhand des aufbereiteten Formats erklärt:
| Inhalt       | Bedeutung |
| ------------ | --- |
| 1            | Zeile Nr. 1 |
| 25544        | NORAD-Katalog-Nr. |
| U            | Klassifizierung (U=öffentlich, C=vertraulich, S=geheim)                                                                      |
| 98067A       | Internationale Bezeichnung, d. h. Startjahr (2 Ziffern), Startnummer im Jahr (3 Ziffern), Objekt des Starts (max. 3 Zeichen) |
| 2006         | Epoche: Jahr 2006 |
| 040,85138889 | Epoche: Tag-Nr. 40 = 9. Februar, Tagesbruchteil 0,85138889 = 20h 26min 00,0s                                                 |
| 0,00012260   | Widerstandskoeffizient im SGP-Modell: {\displaystyle {\dot {n}}/2} = 0,00012260 d−2                                          |
| 0,0000e-0    | vernachlässigbarer Widerstandskoeffizient im SGP-Modell (meist Null): {\displaystyle {\ddot {n}}/6} = 0·10−0 d−3             |
| 0,86027e-4   | Widerstandskoeffizient im SGP4-Modell: {\displaystyle B*} = 8,6027·10−5 Erdradien−1                                          |
| 0            | Ephemeridentyp (0 = SGP4-Modell)                                                                                             |
| 319          | laufende Datensatz-Nummer |
| 4            | Prüfsumme Modulo 10 |

| Inhalt      | Bedeutung                                                                        |
| ----------- | -------------------------------------------------------------------------------- |
| 2           | Zeile Nr. 2                                                                      |
| 25544       | NORAD-Katalog-Nr.                                                                |
| 51,6448     | Inklination {\displaystyle i} = 51,6448°                                         |
| 122,3522    | Rektaszension des aufsteigenden Knotens {\displaystyle \Omega } = 122,3522°      |
| 0,0008835   | numerische Exzentrizität der Umlaufbahn {\displaystyle \varepsilon } = 0,0008835 |
| 257,3473    | Argument des Perigäums {\displaystyle \omega } = 257,3473°                       |
| 251,7436    | Mittlere Anomalie {\displaystyle \mathrm {M} } = 251,7436°                       |
| 15,74622749 | Mittlere Bewegung: {\displaystyle n} = 15,74622749 d−1                           |
| 41309       | Umlauf Nr. 41309 seit dem Start                                                  |
| 4           | Prüfsumme Modulo 10                                                              |

#### Erläuterung zur Darstellung der Epoche
Die Darstellung des Datums und der Uhrzeit im gewohnten Format (Jahr-Monat-Tag) sowie (Stunden:Minuten:Sekunden) ist für Berechnungsprogramme zu unhandlich. Deshalb wird für Satellitenbahnelemente anstatt des gewohnten Formats ein Dezimalformat verwendet.
In oben stehendem Beispiel ist im TLE-Format der Zeitpunkt der Epoche durch die Ziffernfolge 06040.85138889 dargestellt.
In der 5-stelligen Zifferngruppe vor dem Dezimalpunkt stehen die beiden ersten Ziffern 06 für das Jahr der Epoche, hier also 2006.
Die nächsten drei Ziffern 040 stehen für die laufende Tag-Nummer im Jahr. Für den 1. Januar stehen die Ziffern 001, für den 31. Dezember stehen die Ziffern 365 (in einem Schaltjahr 366). Demnach stehen die Ziffern 040 für den 9. Februar.
Die 8-stellige Zifferngruppe nach dem Dezimalpunkt steht für den Bruchteil eines Tages, hier also das 0,85138889-fache eines Tages. Das wiederum lässt sich in eine Uhrzeit umrechnen und ergibt hier 20h 26min 00,0s koordinierte Weltzeit UTC:
0,85138889 Tage · 86 400 Sekunden/Tag = 73 560 Sekunden = 20h 26min 0,0s

## Berechnungsbeispiel

### Umlaufbahn und Position
Aus den Bahndaten ergeben sich für die Lage und Orientierung der Umlaufbahn, die Position und die Widerstandskoeffizienten der Internationalen Raumstation ISS aus den „NORAD Two Line Elements“ zum Zeitpunkt der Epoche folgende Werte:
| Inhalt                                   | Bedeutung                                            |
| ---------------------------------------- | ---------------------------------------------------- |
| Epoche:                                  | {\displaystyle t} = 9. Februar 2006; 20:26:00,0h UTC |
| Inklination:                             | {\displaystyle i} = 51,6448°                         |
| Rektaszension des aufsteigenden Knotens: | {\displaystyle \Omega } = 122,3522°                  |
| Argument des Perigäums:                  | {\displaystyle \omega } = 257,3473°                  |
| mittlere Bewegung:                       | {\displaystyle n} = 1,15 · 10−3 s−1                  |
| Umlaufzeit:                              | {\displaystyle T} = 5.487,029 s                      |
| große Halbachse:                         | {\displaystyle a} = 6.723.842,235 m                  |
| numerische Exzentrizität:                | {\displaystyle \varepsilon } = 0,0008835             |
| kleine Halbachse:                        | {\displaystyle b} = 6.723.839,610 m                  |
| Abstand des Perigäums v. Erdmittelpunkt: | {\displaystyle r_{\text{Peri}}} = 6.717.901,720 m    |
| Abstand des Apogäums v. Erdmittelpunkt:  | {\displaystyle r_{\text{Apo}}} = 6.729.782,750 m     |
| mittlere Anomalie:                       | {\displaystyle \mathrm {M} } = 251,7436°             |
| exzentrische Anomalie:                   | {\displaystyle \mathrm {E} } = 251,6955°             |
| wahre Anomalie:                          | {\displaystyle \nu } = 251,6475°                     |
| Radiusvektor:                            | {\displaystyle r(\nu )} = 6.725.707,950 m            |
| Widerstandskoeffizient im SGP-Modell:    | {\displaystyle {\dot {n}}/2} = 0,00012260 d−2        |
| Widerstandskoeffizient im SGP4-Modell:   | {\displaystyle B^{*}} = 8,6027·10−5 Erdradien−1      |

Die oben aufgeführten Zahlenwerte können nun in einem der Propagations-Modelle für Vorhersage-Berechnungen verwendet werden. Wegen der erdnahen Umlaufbahn der Internationalen Raumstation kommt entweder das SGP- oder das SGP4-Modell in Frage, die sich hauptsächlich durch die verwendeten Störungstheorien und damit den Rechenaufwand unterscheiden. Präzise Vorhersagen lassen sich nur mit dem SGP4-Modell machen.
Anmerkungen zu den Ergebnissen:
- Zur Berechnung der großen Halbachse {\displaystyle a} mit Gleichung (2) wurde für das Produkt aus Gravitationskonstante {\displaystyle G} und Masse der Erde {\displaystyle M} ({\displaystyle \mu =G\cdot M}) der Wert aus dem Geodätischen Referenzsystem 1980 übernommen:[4] {\displaystyle \mu =3{,}986005\cdot 10^{14}\,\mathrm {m} ^{3}\mathrm {s} ^{-2}}.
- Man sieht, dass die Umlaufbahn durch den kleinen Wert der numerischen Exzentrizität {\displaystyle \varepsilon \sim 0{,}09\,\%} nur um {\displaystyle a-b\leq 2{,}625\,\mathrm {m} } vom Radius der idealen Kreisbahn abweicht. Für Näherungsrechnungen kann deshalb in einem solchen Fall von einer Kreisbahn mit Radius {\displaystyle r=a} ausgegangen werden.
- In vielen Tracking-Programmen wird anstatt des Abstandes vom Erdmittelpunkt jeweils die Höhe über der Erdoberfläche im Perigäum, Apogäum oder der aktuellen Position ermittelt, wobei nicht immer ganz klar ist, welche Referenz die Programme zur Berechnung benutzen. Meist ist dies der Erdradius am Äquator. Da die Erde keine Kugel, sondern ein Ellipsoid ist (siehe WGS84), stimmt das aber nur, wenn die entsprechenden Punkte genau über dem Äquator liegen. Genau genommen müsste man für die entsprechende Satellitenposition den Fußpunkt (Nadir) auf der Erdoberfläche bestimmen und von dort aus die momentane, tatsächliche Höhe über Grund berechnen. Manche Programme verwenden zur Bahnhöhenbestimmung auch einen mittleren Radius des Rotationsellipsoids der Erde.
- Aus der Kepler-Gleichung ist mit Hilfe des Newton-Raphson-Verfahrens zur iterativen Berechnung von Nullstellen die exzentrische Anomalie {\displaystyle \mathrm {E} } bestimmt worden und aus ihr schließlich die wahre Anomalie {\displaystyle \nu }. Da die Umlaufbahn fast einer Kreisbahn entspricht, beträgt die Differenz zwischen mittlerer und wahrer Anomalie gerade einmal 0,096°. Auch hier gilt: Ist die numerische Exzentrizität {\displaystyle \varepsilon } sehr klein, kann für Näherungsrechnungen die wahre Anomalie {\displaystyle \nu } gleich der mittleren Anomalie {\displaystyle \mathrm {M} } gesetzt werden.

### Auswirkungen der Bahnstörungen
Für einfache Berechnungen genügt es, lediglich die Bahnstörungen durch die abgeplattete Form der Erde und den Bremseffekt durch die hohe Atmosphäre zu berücksichtigen.

#### Gravitationseinflüsse
Auf die Bahnebene der Umlaufbahn eines erdnahen Satelliten übt das unregelmäßige Gravitationsfeld der Erde ein „Kippmoment“ aus, dem die Bahnebene durch eine Präzessionsbewegung nach den Kreiselgesetzen ausweicht. Diese Ausweichbewegung führt dazu, dass der aufsteigende Knoten bzw. die Knotenlinie nicht feststeht, sondern langsam in der Äquatorebene rotiert und sich damit die Rektaszension des aufsteigenden Knotens {\displaystyle \Omega } ständig ändert. Die Bahnebene dreht sich quasi um die z-Achse des astronomischen Koordinatensystems (Abb. 1). Diese zeitliche Änderung in Grad pro Tag (°/d) kann mit folgender Beziehung berechnet werden ({\displaystyle r_{A}} = Erdradius):
|  | {\displaystyle {\dot {\Omega }}=-9{,}9641\cdot \left({\frac {r_{A}}{a}}\right)^{\frac {7}{2}}\cdot {\frac {\cos i}{\left({1-\varepsilon ^{2}}\right)^{2}}}}. | (12) |
Gleichzeitig dreht sich die Apsidenlinie in der Bahnebene – ebenfalls durch Schwerkrafteinflüsse – um den Erdmittelpunkt. Damit erfährt auch das Argument des Perigäums {\displaystyle \omega } eine zeitliche Änderung, die in Grad pro Tag (°/d) berechnet werden kann:
|  | {\displaystyle {\dot {\omega }}=4{,}98\cdot \left({\frac {r_{A}}{a}}\right)^{\frac {7}{2}}\cdot {\frac {5\cos ^{2}i-1}{\left({1-\varepsilon ^{2}}\right)^{2}}}}. | (13) |
Setzt man in beide Gleichungen die entsprechenden Werte aus dem TLE-Beispiel ein, ergibt sich, dass die Rektaszension des aufsteigenden Knotens um 5,1401°/d abnimmt und das Argument des Perigäums um 3,8308°/d zunimmt. Bei dieser Rechnung wird allerdings unterstellt, dass die Werte der großen Halbachse {\displaystyle a}, der Inklination {\displaystyle i} und der numerischen Exzentrizität {\displaystyle \varepsilon } konstant bleiben, was in der Realität aber nicht der Fall ist (siehe Abschnitt 4: Änderungen über einen längeren Zeitraum). Für eine sehr kurzfristige Vorhersageberechung ist dies trotzdem hinreichend genau.
Die Auswirkung dieser Bahnstörung kann auch positiv genutzt werden. Es kann durch entsprechende Auswahl der Inklination ein sonnensynchroner Orbit generiert oder das Perigäum über einen festen Erdpunkt gehalten werden, was für Molnija-Orbits verwendet wird. Dies kann wie folgt berechnet werden:
| {\displaystyle {\dot {\Omega }}={\frac {360^{\circ }}{365\,{\text{Tage}}}}} | {\displaystyle \quad \Rightarrow i=96^{\circ }{-}99^{\circ }} |
| {\displaystyle {\dot {\omega }}=0}                                          | {\displaystyle \quad \Rightarrow i=63{,}43^{\circ }}          |

#### Bremswirkung
Im einfachsten Fall ist der Widerstandskoeffizient die erste Ableitung der mittleren Bewegung nach der Zeit und in den TLE des obigen Beispiels für die ISS mit {\displaystyle {\dot {n}}/2=0{,}00012260d^{-2}}, also {\displaystyle {\dot {n}}=0{,}00024520d^{-2}} gegeben.
Basierend auf der mittleren Bewegung aus den TLE erhöht sich damit jeden Tag die Anzahl der Umläufe pro Tag auf {\displaystyle n=15{,}74647269d^{-1}}.
Eingesetzt in die Gleichungen (1) und (2) ergibt das eine Abnahme der großen Halbachse {\displaystyle a} um 67,177 Meter pro Tag.

## Diagramme
Wie sich die Satellitenbahnelemente tatsächlich im Lauf der Zeit ändern, zeigt eine Aufzeichnung über einen längeren Zeitraum. Im Folgenden ist für die Internationale Raumstation ISS der Verlauf der Two Line Elements (244 Datensätze) und der daraus abgeleiteten Größen für den Zeitraum vom 11. Juni 2005 bis 11. Februar 2006 graphisch aufbereitet.
In den Diagrammen stellt die x-Achse jeweils die Zeitachse, die y-Achse die zugehörigen Werte dar. Im dunkel markierten Zeitraum (27. Juli – 6. August 2005) war das Space Shuttle Discovery während der STS-114-Mission angedockt.

### Verlauf der mittleren Bewegung

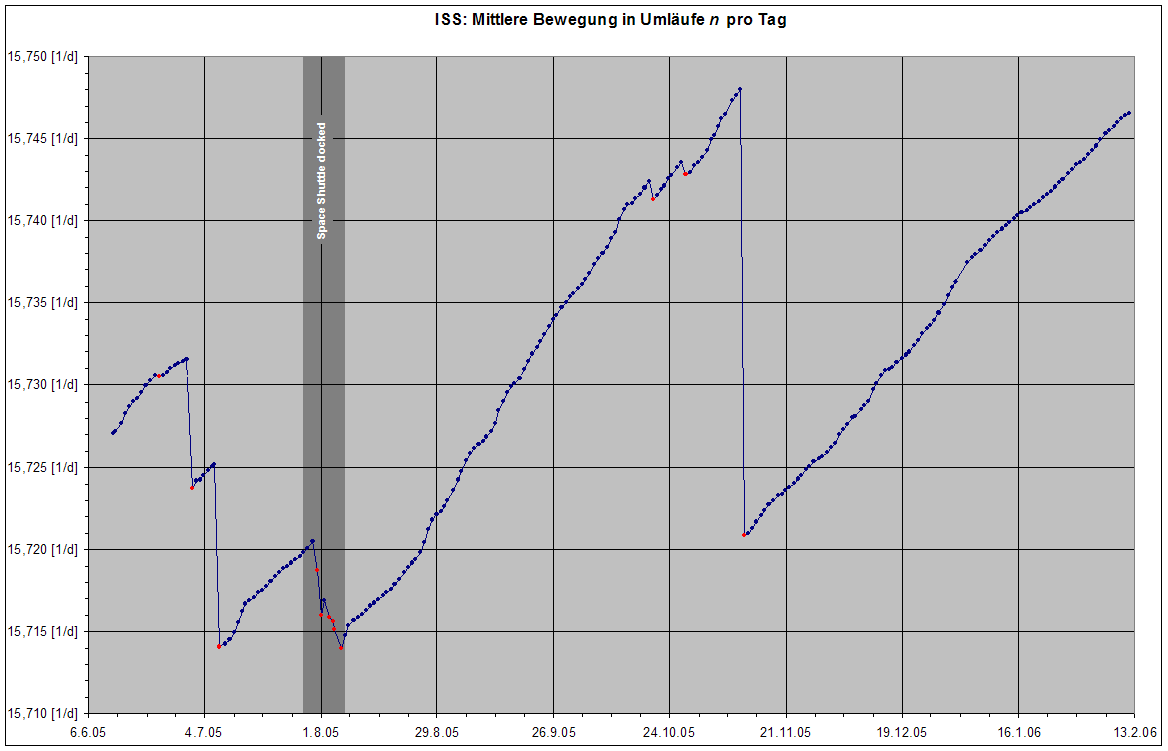
Diagramm 1: Verlauf der mittleren Bewegung

Die mittlere Bewegung {\displaystyle n} ist das Satellitenbahnelement, bei dem die Änderung durch den Bremseffekt mit am auffälligsten ist. Je näher ein Satellit der Erde kommt, desto höher wird seine Umlaufgeschwindigkeit und damit die Anzahl der Umläufe pro Tag (Diagramm 1).
Damit die ISS nicht irgendwann in der Atmosphäre verglüht, wird die Umlaufbahn von Zeit zu Zeit angehoben. Diese „Orbit-Reboost“ genannten Bahn-Korrekturmanöver erfolgen durch Zündung der bordeigenen oder der Triebwerke des angedockten Space Shuttles oder Progress-Raumschiffes. Die roten Punkte in den nebenstehenden Diagrammen markieren jeweils den Zeitpunkt eines Reboost. Je nach Brenndauer der Triebwerke, wird die Bahn mehr oder weniger stark angehoben und damit die Anzahl der Umläufe wieder reduziert. Weitere Auswirkungen sind in den folgenden Abschnitten erklärt.

### Verlauf der großen Halbachse

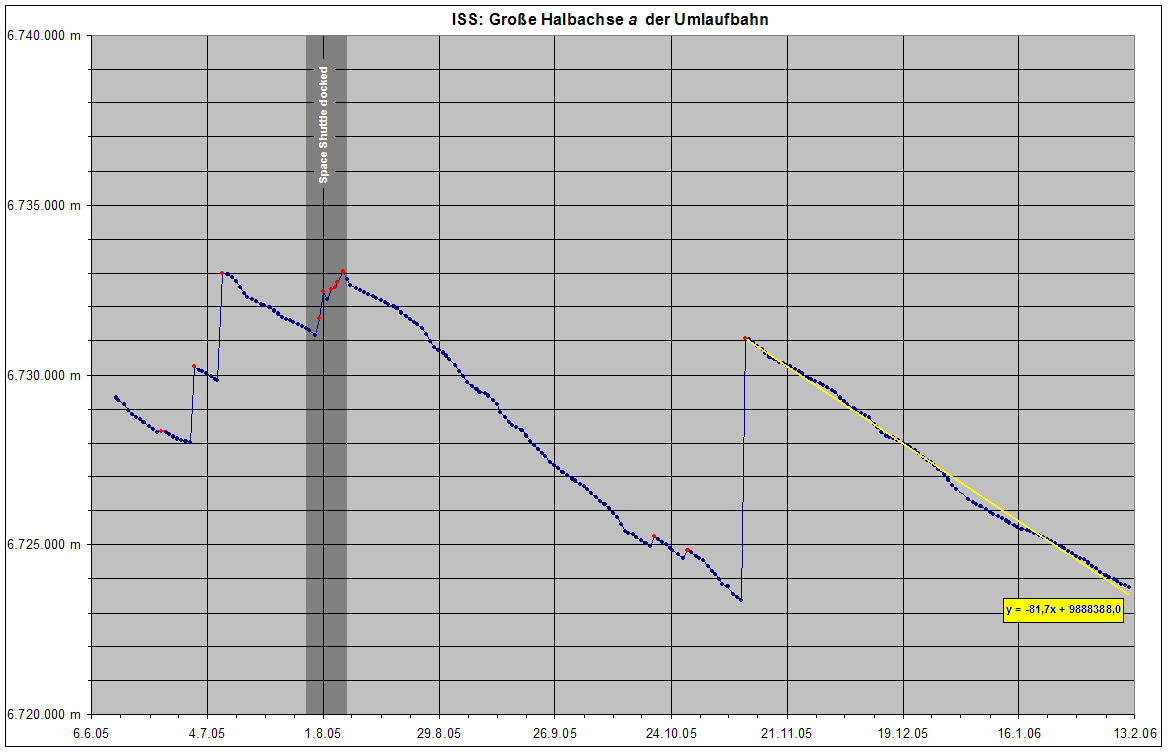
Diagramm 2: Verlauf der großen Halbachse

Die Änderung der großen Halbachse {\displaystyle a} ist umgekehrt proportional zur Änderung der mittleren Bewegung {\displaystyle n} (siehe Gleichungen (1) und (2)). An ihr ist das Absinken und Anheben der Umlaufbahn am besten nachvollziehbar (Diagramm 2).
Man sieht, dass während der STS-114-Mission durch Zündung der Shuttle-Triebwerke die Umlaufbahn insgesamt sechsmal korrigiert wurde. Neben weiteren kleineren erfolgte eine signifikante Änderung am 11. November 2005, als die große Halbachse um 7.731,5 m zunahm.
Man sieht auch, dass die Abnahme nicht gleichmäßig erfolgt. Ursache hierfür sind Änderungen in der Dichte der „hohen“ Atmosphäre, die durch die unregelmäßige Aktivität der Sonne verursacht werden. Um eine längerfristige Tendenz zu ermitteln, kann man trotzdem einen linearen Trend berechnen. Im Diagramm ist dies ab dem letzten Orbit-Reboost dargestellt. Die Steigung bzw. Sinkrate der Regressionsgeraden (y = m·x + b) beträgt im Durchschnitt −81,7 Meter pro Tag.

### Verlauf der Inklination

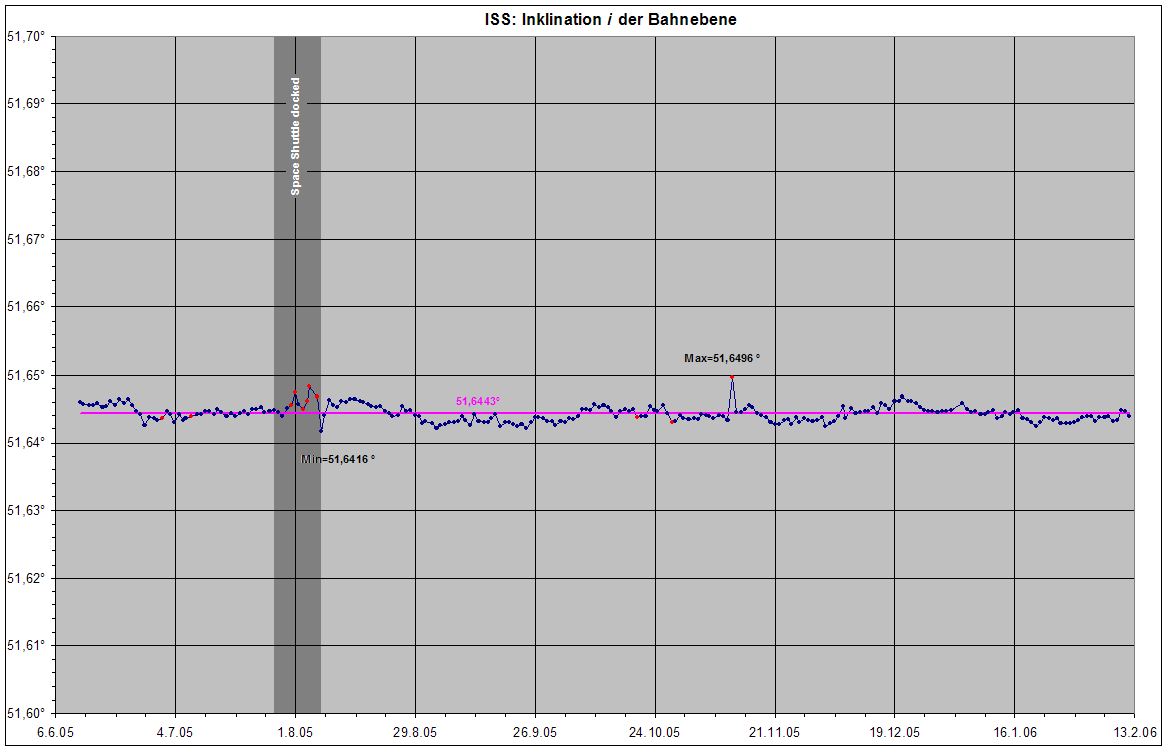
Diagramm 3: Verlauf der Inklination

Die Neigung der Bahnebene schwankt leicht um einen Mittelwert von {\displaystyle i=51{,}6433^{\circ }}. Ursache hierfür sind in erster Linie Gravitationseinflüsse des Mondes. Signifikante Sprünge resultieren meist aus den Bahn-Korrekturmanövern (Diagramm 3).

### Verlauf der numerischen Exzentrizität

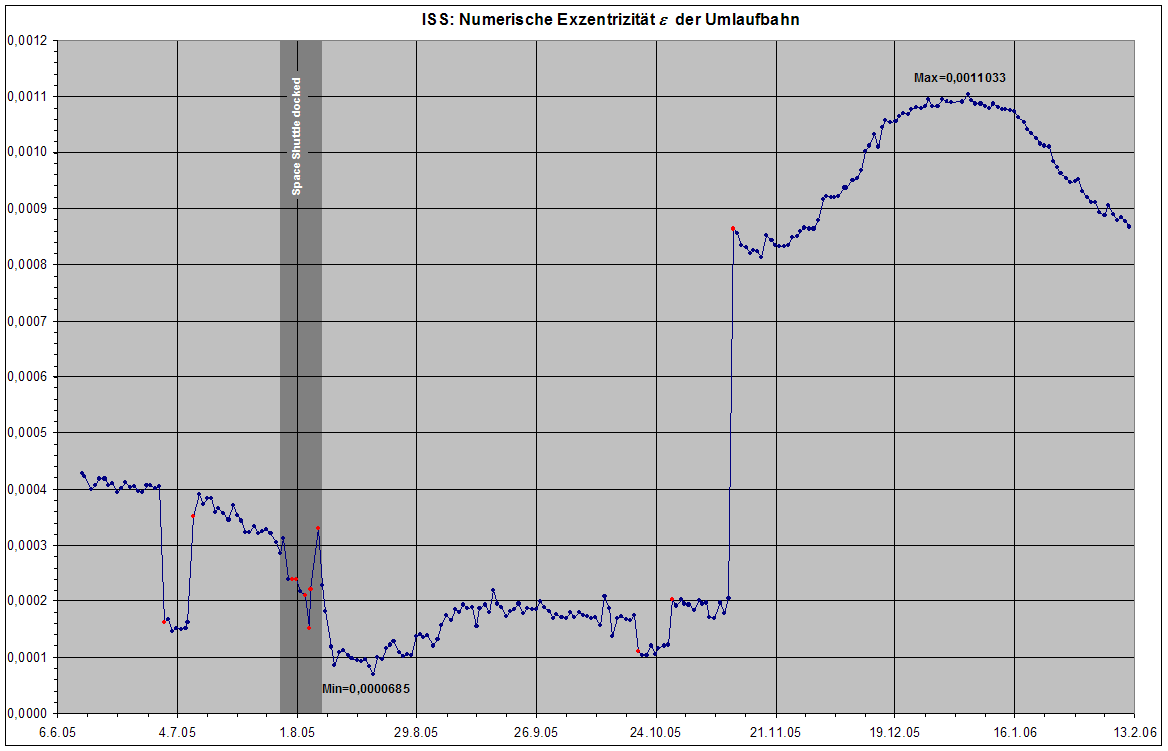
Diagramm 4: Verlauf der numerischen Exzentrizität

Die numerische Exzentrizität {\displaystyle \varepsilon } wird vor allem durch den Strahlungsdruck der Sonne und durch die Sonnenwinde beeinflusst, die eine Beschleunigung von der Sonne weg verursachen. Abhängig ist dies neben der Sonnenaktivität auch vom Reflexionsfaktor und von der Größe der Solar-Panels eines Satelliten, die bei der ISS mit 74 Meter Breite (Ausbaustufe 2005) relativ groß sind.
Obwohl die Werte der numerischen Exzentrizität sehr klein sind – Abweichung von der idealen Kreisbahn zwischen 0,0685 ‰ und 1,1033 ‰ – ist bei entsprechender Skalierung ein deutlicher Sprung zum Zeitpunkt des letzten Orbit-Reboost zu sehen (Diagramm 4). Das liegt daran, dass die Beschleunigung beim Anheben der Umlaufbahn hauptsächlich in Richtung des Apogäums gewirkt hat und die Bahnellipse dadurch etwas gestreckt wurde, was wiederum eine Zunahme der Exzentrizität mit sich bringt (siehe auch nächster Abschnitt Bahnhöhen-Diagramm). Sind solche Bahn-Korrekturmanöver geplant, gibt das die NASA in ihren Bulletins bekannt, denen man die Richtungs- und Geschwindigkeitsänderung in Vektordarstellung entnehmen kann (Achtung: Die Angaben dort erfolgen in feet per seconds und nautical miles).

### Verlauf der Bahnhöhen

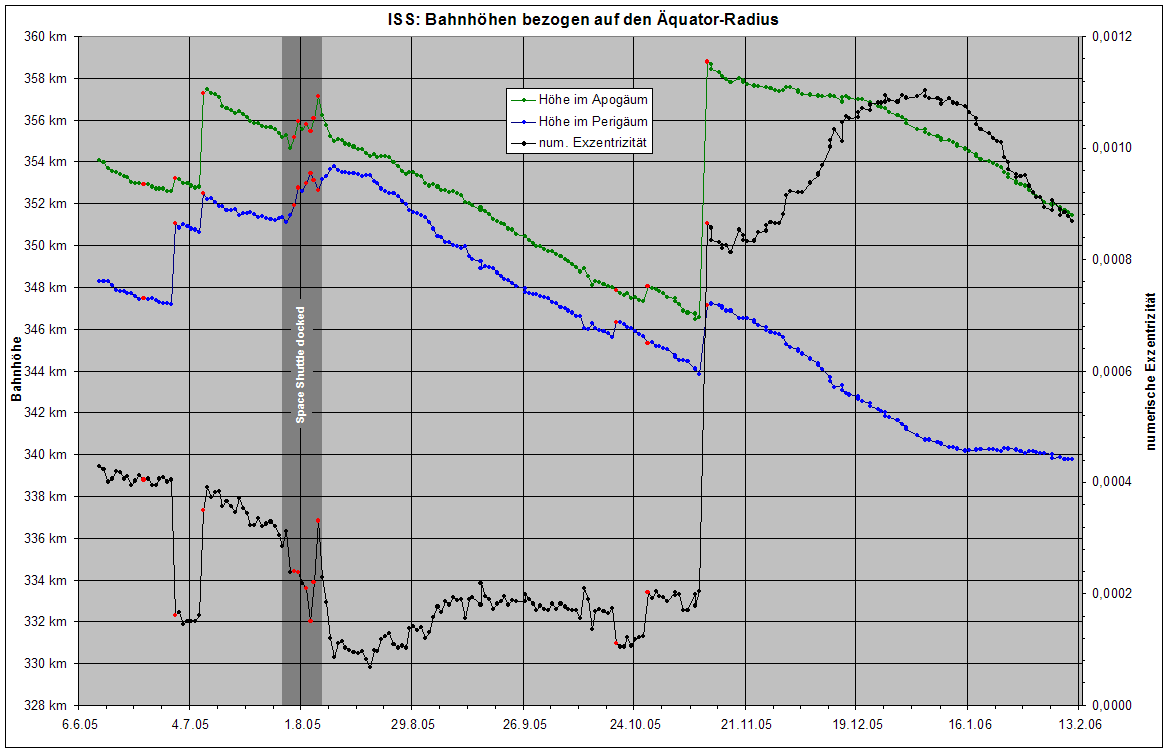
Diagramm 5: Verlauf der Bahnhöhen

In den meisten Tracking-Programmen wird für das Perigäum und Apogäum anstatt des Abstandes vom Erdmittelpunkt die Höhe in Kilometer über der Erdoberfläche angegeben. Häufig fehlt aber eine Angabe zum verwendeten Radius der Erde. Referenz hier ist der Äquatorradius des WGS84-Ellipsoids mit 6.378,137 km. Dieser Wert wird von den aus den Gleichungen (4) und (5) gewonnenen Resultaten subtrahiert, und man erhält die Bahnhöhen im Perigäum und Apogäum über der Erde.
Erst hier zeigt sich der tatsächliche Bahnverlauf, da die Schwankungen der numerischen Exzentrizität {\displaystyle \varepsilon } direkt einfließen. Deshalb ist in Diagramm 5 zusätzlich noch einmal der Verlauf der numerischen Exzentrizität {\displaystyle \varepsilon } dargestellt, um den Einfluss deutlich zu machen.
Weiterhin wird hier der im vorhergehenden Abschnitt angesprochene Effekt deutlich, nämlich dass sich der letzte Orbit-Reboost mehr in Richtung des Apogäums ausgewirkt hat. Die Bahnhöhenzunahme im Apogäum beträgt 12,172 km im Gegensatz zu 3,292 km im Perigäum.

### Verlauf der Rektaszension des aufsteigenden Knotens

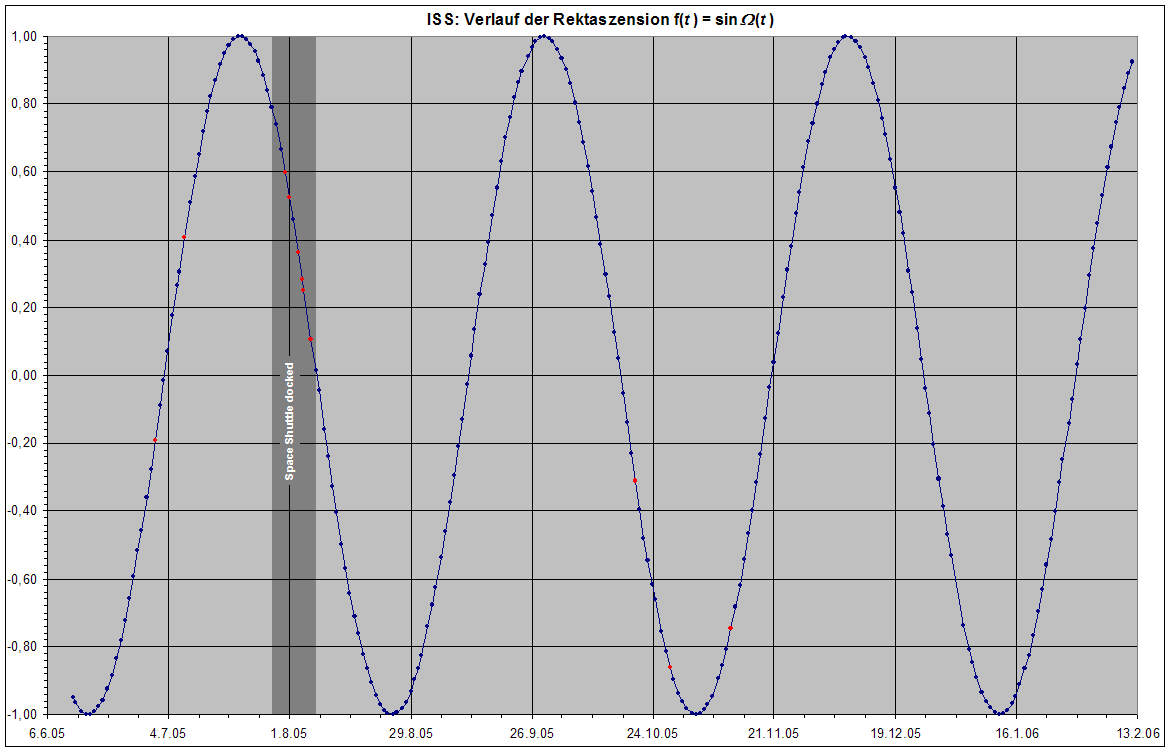
Diagramm 6a: Verlauf der Rektaszension

Nach den Kreiselgesetzen rotiert der aufsteigende Knoten um die z-Achse des astronomischen Koordinatensystems. Dargestellt als Funktion des Sinus (Diagramm 6a), ergibt sich für die Rektaszension des aufsteigenden Knotens {\displaystyle \Omega } ein fast harmonischer Verlauf, d. h. die zeitliche Änderung ist fast linear.

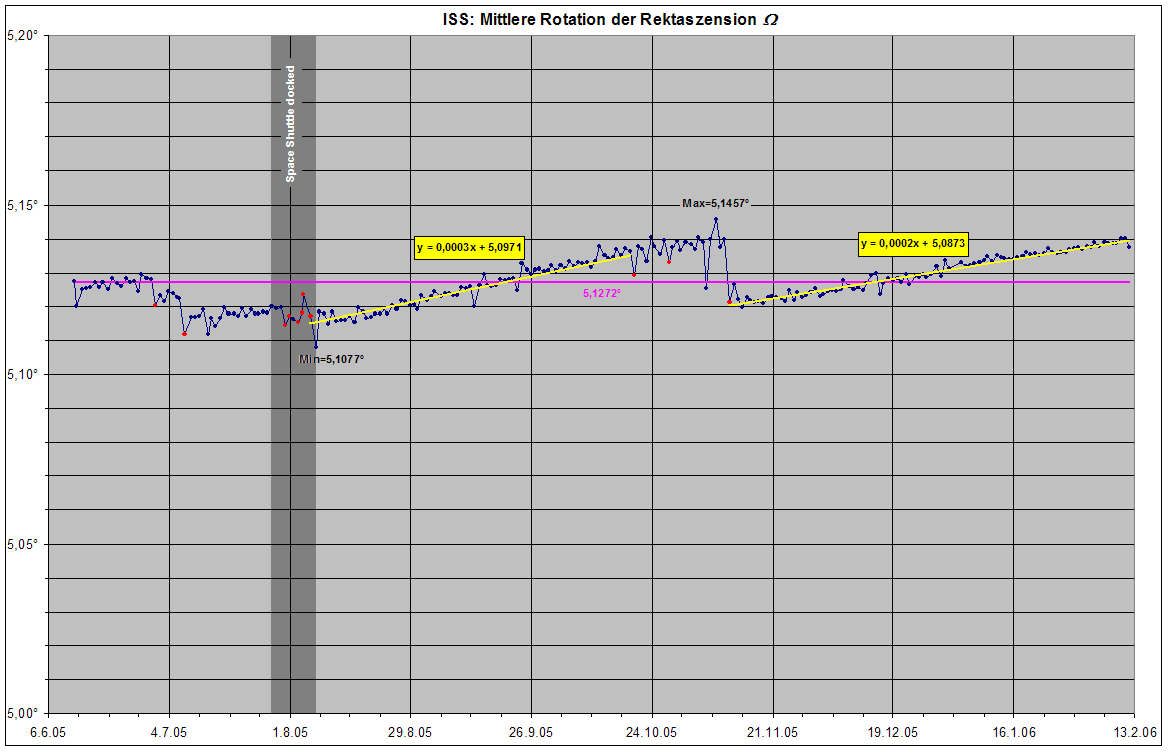
Diagramm 6b: Verlauf der mittleren Rotation der Rektaszension

Erst wenn man die Werte der mittleren Rotation pro Tag bestimmt (Diagramm 6b), sieht man diese leicht von einem Mittelwert abweichen. Außerdem lässt sich eine Tendenz erkennen, dass zwischen zwei Orbit Reboosts – der zeitliche Abstand muss nur groß genug sein – die Rotationsrate um etwa 0,00025° pro Tag zunimmt. Nach Gleichung (12) muss das auch so sein, da dort die große Halbachse {\displaystyle a} mit der Zeit als abnehmende Größe eingeht. Die kleinen Schwankungen der Rotation um die Regressionsgerade resultieren aus den Schwankungen der Inklination {\displaystyle i} und der numerischen Exzentrizität {\displaystyle \varepsilon }.

### Verlauf des Arguments des Perigäums

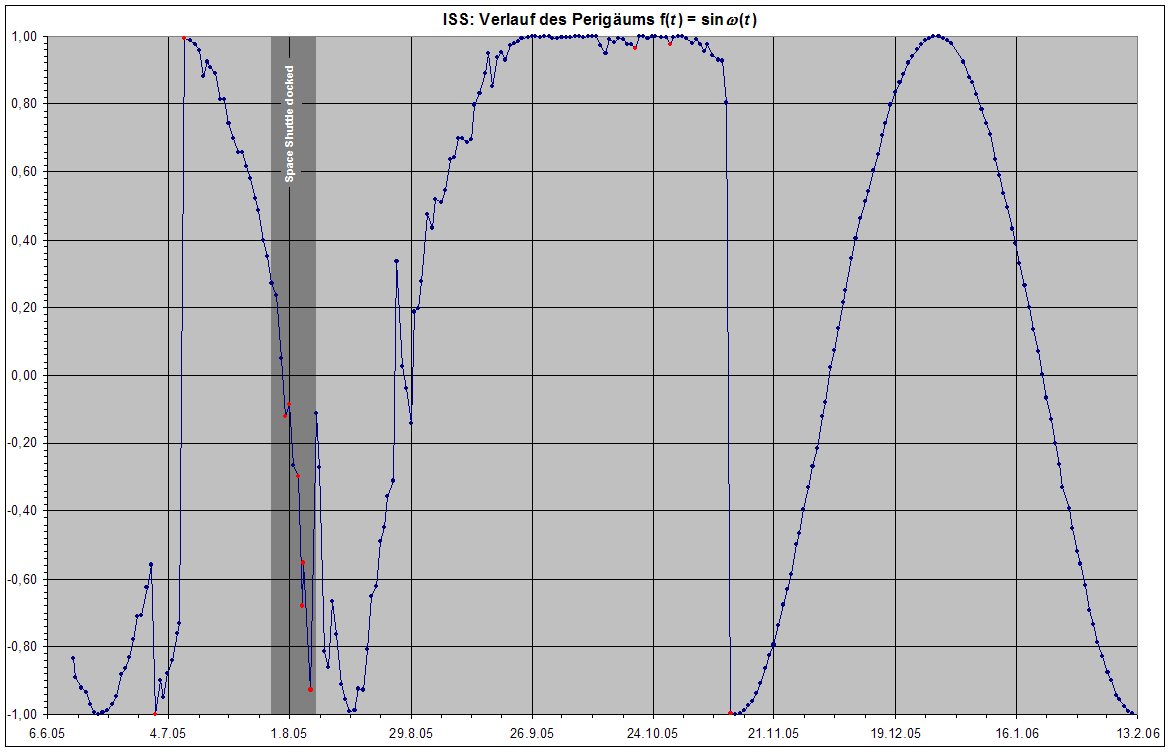
Diagramm 7: Verlauf des Arguments des Perigäums

Die Rotation der Apsidenlinie und damit des Perigäums erfolgt alles andere als stabil. Vergleicht man den Verlauf in Diagramm 7 mit dem der numerischen Exzentrizität {\displaystyle \varepsilon } in Diagramm 4 fällt auf, dass erst mit einer deutlichen Zunahme der Exzentrizität die Rotation harmonischer verläuft.
Berechnet man für diesen Bereich (ab dem 11. November 2005) mit einer Regressionsanalyse die durchschnittliche Änderung, so nimmt das Argument des Perigäums um 3,7669° pro Tag zu.